# 4767 Сутоку
4767 Сутоку (4767 Sutoku) — астероїд головного поясу, відкритий 4 квітня 1987 року.
Тіссеранів параметр щодо Юпітера — 3,324.
Названо на честь імператора Сутоку (яп. すとく(崇徳) сутоку).